# Zhang Congzheng
Zhang Congzheng 张从正 / (trad.) 張從正 (1156-1228), médecin de la dynastie Jin (1115-1234) est une figure majeure des courants médicaux Song-Jin-Yuan 宋金元, nom de courtoisie Zihe 子和, nom littéraire Dairen 戴人 « Honnête Homme ». Il est né à Kaocheng 考城 dans le Juzhou 雎州, de nos jours Xian de Lankao 蘭考 / 兰考县 dans la province du Henan 河南

## Vie
Durant la période de règne xing ding 興定 (1217-121) de l’empereur Jin Xuanzong 金宣宗, il fut nommé à l’Académie impériale de médecine (tai yi yuan 太醫院) mais démissionna peu de temps après.
Il discutait de théorie médicale avec Ma Zhiji 麻知幾 et Chang Zhongming 常仲明.
En s’inspirant de Liu Wansu 刘完素, il préconisa des drogues rafraichissantes et l’expulsion des influences pathologiques (xie 邪) pour rétablir les relations correctes (zheng 正) au sein du corps.
Il est un des « Quatre Grands Médecins des dynasties Jin et Yuan » formés de
- Liu Wansu 刘完素 (1120-1200) avec sa théorie du feu,
- Zhang Congzheng 张从正 (1156-1228) avec sa théorie de l’attaque du mal,
- Li Gao 李杲 (1180-1251), pseudonyme Li Dongyuan 李东垣, avec sa théorie de la rate et de l’estomac,
- Zhu Zhenheng 朱震亨 et sa théorie du yin nourrissant.

## Œuvre
Il fut le principal continuateur de la pensée de Liú Wánsù (1120-1200). Il développa l’utilisation de trois méthodes (sānfǎ 三法), la sudorification, la purgation et la vomification qui visaient à expulser ces six pervers climatiques (liuxie 六邪) qui envahissent le corps : le vent (feng 風), le froid (han 寒), la canicule (shu 暑), l’humidité (shi 濕), la sécheresse (cao 燥), la chaleur (re 熱). Ces Six influences liuqi 六气 deviennent pathogènes en devenant excessives. En attaquant ces six pervers, la santé devait se rétablir automatiquement. Pour cette raison cette école est nommée Gōng xià pài 攻下派 qui peut être traduite par « École de l’attaque et de la purgation » .
Il est l’auteur de Ru men shi qin 儒門事親 « Comment les lettrés doivent servir leurs parents », le texte fut arrangé par Ma Zhiji au XIIIe siècle. Le texte se présente comme un guide médical pour les lettrés confucéens qui désirent servir leur famille.
Le texte explique en détail les méthodes de traitement de diverses maladies en insistant plus particulièrement sur les méthodes émétique, de purgation et de sudation.
Li Shizhen dans Bencao gangmu se réfère 48 fois à Zhang Congzheng.